# Hussain al-Shae'an
Hussain Abdoh al-Shae'an (arabisch حسين شيعان, DMG Ḥusain Šaiʿān; * 23. Mai 1989) ist ein saudi-arabischer Fußballtorhüter.

## Karriere

### Verein
Seine Laufbahn begann er bei al-Ettifaq und ab der Saison 2009/10 schnürte er für al-Shabab die Schuhe, mit denen er in der Saison 2011/12 saudischer Meister wurde. Im Dezember 2013 wurde er bis Ende Mai 2014 an al-Hilal verliehen. Nach seiner Rückkehr wechselte er Mitte Dezember des laufenden Jahres zu al-Nassr FC, wo er in der Spielzeit 2014/15 noch einmal Meister wurde. Zur Saison 2018/19 ging er nach al-Taawoun und gewann mit seiner Mannschaft den Pokal dieser Saison. Seit der Spielzeit 2021/22 ist er wieder im Kader von al-Shabab.

### Nationalmannschaft
Nach Einsätzen für die U23, war sein erstes Spiel für die A-Nationalmannschaft bei den Panarabischen Spielen 2011 ein 0:0 gegen den Oman. Nach einem weiteren Einsatz bei dem Turnier hütete er noch einmal am 5. Juli 2012, bei einer 0:1-Freundschaftsspielniederlage gegen den Irak, das Tor.